# Aurore Chabrol
Pour les articles homonymes, voir Chabrol et Pajot.
Aurore Chabrol, née Aurore Pajot le 3 mars 1934 à Neuvy-Saint-Sépulchre (Indre), est une actrice et scripte française. Elle est la troisième épouse du réalisateur Claude Chabrol.

## Biographie
Aurore Pajot se marie avec l'acteur François Maistre, avec qui elle aura une fille, Cécile, en 1967.
Depuis le film Les Biches, en 1968, elle est la scripte de pratiquement tous les films du réalisateur Claude Chabrol avec qui elle se marie en deuxièmes noces (pour elle) et troisièmes (pour lui) en 1983. Elle est connue également sous le nom d'Aurore Paquiss (parfois orthographié Pasquiss).

## Filmographie

### Actrice
- 1956 : La Bande à papa de Guy Lefranc
- 1958 : Le Dos au mur d'Édouard Molinaro
- 1958 : Le Miroir à deux faces d'André Cayatte
- 1982 : Les Fantômes du chapelier de Claude Chabrol
- 1989 : Les dossiers secrets de l'inspecteur Lavardin, épisode Maux croisés (non créditée)
- 2018 : L'Œil de Chabrol de Gérard Goldman : elle-même

### Scripte
- 1960 : La Blessure d'Edmond  Lévy (court-métrage)
- 1960 : La Corde raide de Jean-Charles Dudrumet
- 1962 : Cléo de 5 à 7 d'Agnès Varda
- 1964 : Jean-Marc ou la Vie conjugale d'André Cayatte
- 1964 : Françoise ou la Vie conjugale d'André Cayatte
- 1965 : La Tête du client de Jacques Poitrenaud
- 1967 : Oscar d'Édouard Molinaro
- 1967 : Si j'étais un espion de Bertrand Blier
- 1968 : Les Biches de Claude Chabrol
- 1968 : Le Gendarme se marie de Jean Girault
- 1969 : Sous le signe du taureau de Gilles Grangier
- 1970 : Les Novices de Guy Casaril
- 1971 : Juste avant la nuit de Claude Chabrol
- 1971 : La Décade prodigieuse de Claude Chabrol
- 1972 : Docteur Popaul de Claude Chabrol
- 1973 : Les Noces rouges de Claude Chabrol
- 1974 : Nada de Claude Chabrol
- 1975 : Une partie de plaisir de Claude Chabrol
- 1977 : Alice ou la Dernière Fugue de Claude Chabrol
- 1978 : Les Liens de sang de Claude Chabrol
- 1978 : Violette Nozière de Claude Chabrol
- 1978 : 2 + 2 = 4 (série Madame le juge) de Claude Chabrol
- 1980 : Le Cheval d'orgueil de Claude Chabrol
- 1980 : Le Tramway fantôme (série Fantômas) de Claude Chabrol
- 1980 : L'Échafaud magique (série Fantômas) de Claude Chabrol
- 1982 : Les Fantômes du chapelier de Claude Chabrol
- 1982 : Les Affinités électives de Claude Chabrol
- 1984 : Le Sang des autres de Claude Chabrol
- 1985 : Poulet au vinaigre de Claude Chabrol
- 1988 : L'Escargot noir (série Les Dossiers de l'inspecteur Lavardin) de Claude Chabrol
- 1989 : Maux croisés (série Les Dossiers de l'inspecteur Lavardin) de Claude Chabrol
- 1990 : Jours tranquilles à Clichy de Claude Chabrol
- 1991 : Madame Bovary de Claude Chabrol
- 1992 : Betty de Claude Chabrol
- 1994 : L'Enfer de Claude Chabrol
- 1995 : La Cérémonie de Claude Chabrol
- 1997 : Rien ne va plus de Claude Chabrol
- 1999 : Au cœur du mensonge de Claude Chabrol
- 2000 : Merci pour le chocolat de Claude Chabrol
- 2002 : La Fleur du mal de Claude Chabrol
- 2004 : La Demoiselle d'honneur de Claude Chabrol
- 2006 : L'Ivresse du pouvoir de Claude Chabrol
- 2007 : La Fille coupée en deux de Claude Chabrol
- 2009 : Bellamy de Claude Chabrol